# Riaño (León)

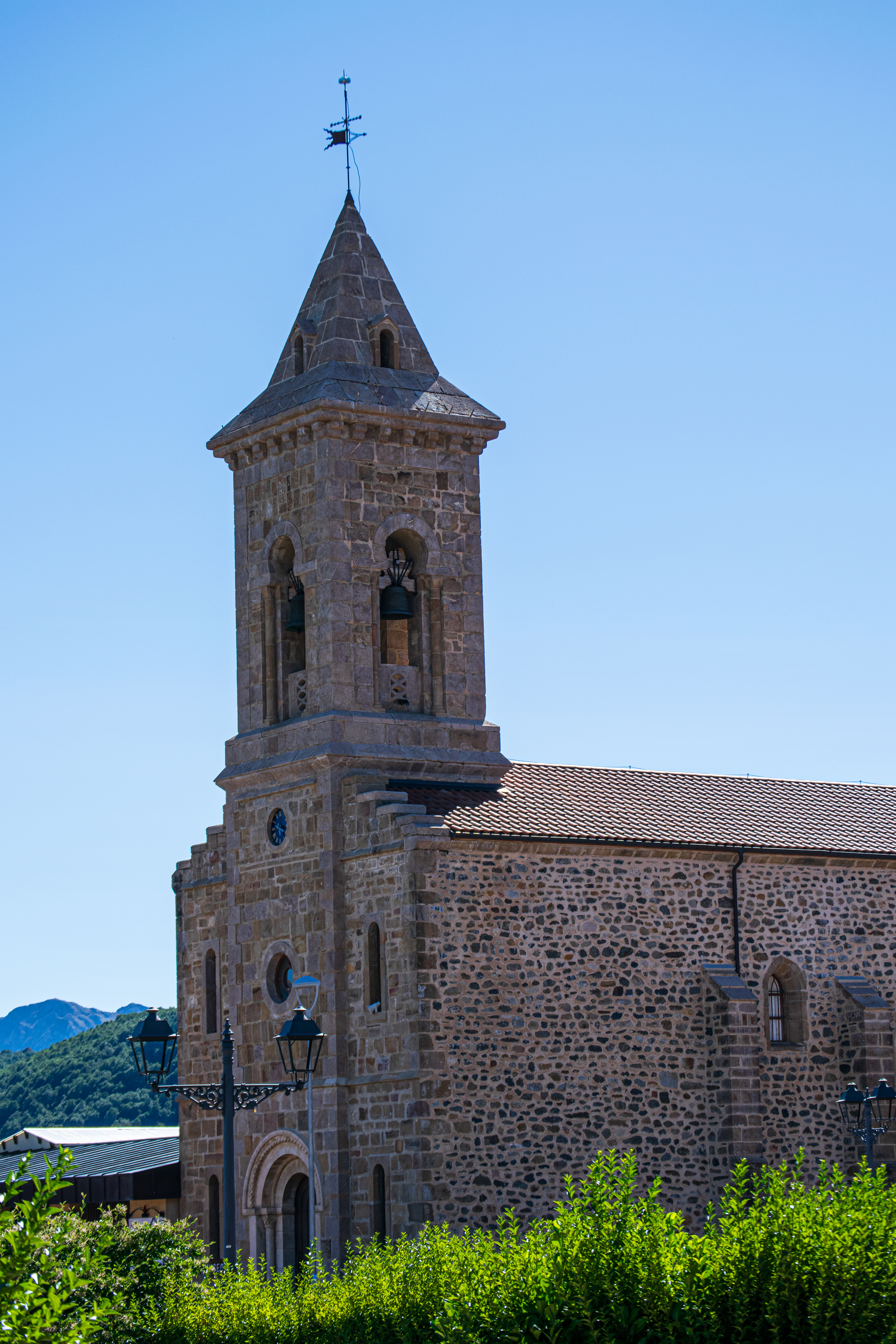
Iglesia Parroquial de Santa Águeda

Riaño es un municipio y villa española de la provincia de León, en la comunidad autónoma de Castilla y León, situada en la vertiente sur de la cordillera Cantábrica, cerca del vértice superior oriental de la provincia, en el Parque Regional Montaña de Riaño y Mampodre. Cuenta con una población de 474 habitantes (INE 2024) y se encuentra a una distancia de 95 km de la capital provincial leonesa.
La denominación administrativa históricamente reúne a dos poblaciones geográficamente diferentes y conocidas hoy en la zona como el viejo Riaño —antiguo pueblo con padrones de vecindad desde 1752, demolido completamente en julio de 1987 con motivo de la construcción del embalse de Riaño— y el nuevo Riaño, urbanizado a partir de 1980 en el paraje de Valcayo, para acoger a vecinos afectados por las expropiaciones habidas con la puesta en marcha del embalse.

## Toponimia
Villa leonesa muy cerca de la confluencia de los ríos Esla y Orza. Con seguridad procedente del latín rivi ăngǔlu, el ángulo del río, puesto que el pueblo se halla, en expresión textual de Madoz «en el ángulo que forma los dos brazos del Esla». Los distintos estadios de la evolución están bien atestiguados por doquier: Rianclo (ultracorrección) ca. 1088 (Santillana), Riangulo 1046 (Sahagún), Riannio 1171 (Eslonza), El resultado /ñ/ es bien conocido: uña del latín ǔngǔla, ceño lat.  cǐngŭlu etc. También Valdesuñana (Almenara, Salamanca), evidentemente procedente del latín valle de susu angula, también Anleo (Asturias) del latín ǎngǔlětu, Riancho (Cantabria), Valdeancheta (Espinosa de Henares, Guadalajara), Anllo (Orense), Lugo, Aña (Lérida), Anllada (Pontevedra), Allón (Coruña), Añón (Coruña), Añón (Zaragoza), Añavieja (Soria) etc. En territorio no románico es notable el vizcaíno Ibarrangelu, literalmente el pequeño ángulo de la Vega.

## Geografía
Riaño se encuentra situado en la confluencia geográfica de los dos ríos que forman el Esla en un solo cauce.
Las cabeceras del Esla y el río Yuso donde se encuentra, forman un extenso conjunto montañoso muy accidentado, de elevada altitud media y cubierto por un tapiz vegetal en el que alternan pastizales, brezales y piornales con magníficos restos de bosques de hayas y robles. Todo ello le valió el reconocimiento como área natural protegida bajo la denominación de Parque regional Montaña de Riaño y Mampodre.
Las rocas del sustrato son todas muy antiguas, de edad paleozoica, principalmente cuarcitas cámbricas y ordovícicas, pizarras y conglomerados carboníferos y calizas devónicas. Intensamente deformadas por las orogenias herciniana y alpina, aparecen falladas, plegadas y montadas unas sobre otras, en contactos y sucesiones discordantes. Además, estas rocas mantienen un diferente comportamiento ante la erosión, de tal forma que la red fluvial ha ido vaciando y labrando amplias vegas de fondo plano sobre las pizarras carboníferas, rocas deleznables y poco competentes, y dejando en resalte cuarcitas y calizas, mucho más duras y compactas que únicamente han permitido a los ríos abrir estrechas hoces y «conjas». Buenos ejemplares de valles amplios y fértiles son las vegas de Acebedo, Burón y Prioro, y, sobre todas, la de Riaño, anegada hoy por el embalse.

### Clima
Las fuentes que dan nacimiento al Esla se nutren de las abundantes precipitaciones, casi 2000 mm en las cumbres de los valles de Valdeburón y Tierra de la Reina. Gran parte de esta precipitación es en forma de nieve, lo que dificulta sobremanera las comunicaciones y la vida en general durante los largos
y crudos inviernos que se han sucedido a lo largo de la historia, de los más fríos y nevosos de la provincia. En cambio, los veranos pueden llegar a ser cálidos aunque apenas pasan de frescos, y aún en julio y agosto las temperaturas nocturnas pueden bajar de cero grados, aunque no es frecuente. Las estaciones intermedias, otoño y primavera, se reducen a meras etapas de transición de unas pocas semanas.
En definitiva, un clima continental frío y húmedo que, unido a la elevada altitud media, toda la comarca está por encima de 1000 m se traduce en unas condiciones óptimas para el desarrollo del típico bosque atlántico de hayas y robles en las solanas, del que nos quedan por toda la comarca formaciones
de gran extensión con ejemplares de magnífico porte. Destacan singularmente los bosques de la Sierra de Hormas al norte de Riaño.

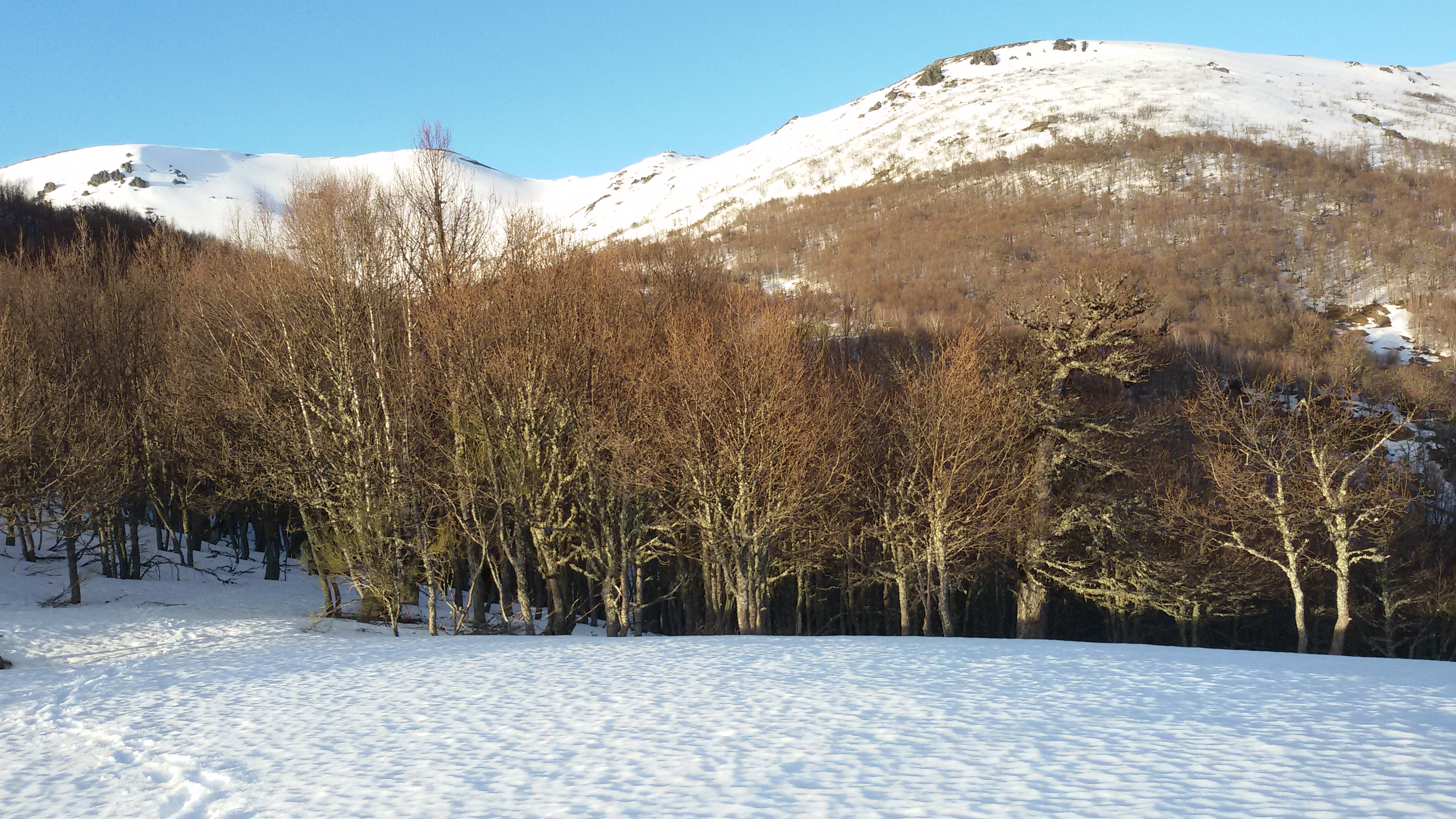
Sierra de Hormas vista desde el pico de Éscaro

Riaño tiene un clima oceánico fresco de tipo Cfb (templado sin estación seca) según la clasificación climática de Köppen.
| Parámetros climáticos promedio de Riaño en el periodo 1961-1988 | Parámetros climáticos promedio de Riaño en el periodo 1961-1988 | Parámetros climáticos promedio de Riaño en el periodo 1961-1988 | Parámetros climáticos promedio de Riaño en el periodo 1961-1988 | Parámetros climáticos promedio de Riaño en el periodo 1961-1988 | Parámetros climáticos promedio de Riaño en el periodo 1961-1988 | Parámetros climáticos promedio de Riaño en el periodo 1961-1988 | Parámetros climáticos promedio de Riaño en el periodo 1961-1988 | Parámetros climáticos promedio de Riaño en el periodo 1961-1988 | Parámetros climáticos promedio de Riaño en el periodo 1961-1988 | Parámetros climáticos promedio de Riaño en el periodo 1961-1988 | Parámetros climáticos promedio de Riaño en el periodo 1961-1988 | Parámetros climáticos promedio de Riaño en el periodo 1961-1988 | Parámetros climáticos promedio de Riaño en el periodo 1961-1988 |
| Mes | Ene.                                                            | Feb.                                                            | Mar.                                                            | Abr.                                                            | May.                                                            | Jun.                                                            | Jul.                                                            | Ago.                                                            | Sep.                                                            | Oct.                                                            | Nov.                                                            | Dic.                                                            | Anual                                                           |
| --- | --------------------------------------------------------------- | --------------------------------------------------------------- | --------------------------------------------------------------- | --------------------------------------------------------------- | --------------------------------------------------------------- | --------------------------------------------------------------- | --------------------------------------------------------------- | --------------------------------------------------------------- | --------------------------------------------------------------- | --------------------------------------------------------------- | --------------------------------------------------------------- | --------------------------------------------------------------- | --------------------------------------------------------------- |
| Temp. media (°C) | 1.1                                                             | 2.4                                                             | 4.2                                                             | 6.4                                                             | 9.5                                                             | 13.5                                                            | 16.2                                                            | 15.7                                                            | 13.5                                                            | 9.5                                                             | 4.8                                                             | 1.8                                                             | 8.2                                                             |
| Precipitación total (mm) | 153.5                                                           | 147.5                                                           | 114.3                                                           | 103.2                                                           | 102.7                                                           | 58.1                                                            | 33.7                                                            | 32.7                                                            | 73.5                                                            | 131.4                                                           | 178.4                                                           | 160.8                                                           | 1289.9                                                          |
| Fuente: Ministerio de Agricultura, Alimentación y Medio Ambiente. Datos de precipitación para el periodo 1961-1985 y de temperatura para el periodo 1961-1988 en Riaño 22 de octubre de 2012 |                                                                 |                                                                 |                                                                 |                                                                 |                                                                 |                                                                 |                                                                 |                                                                 |                                                                 |                                                                 |                                                                 |                                                                 |                                                                 |

## Naturaleza

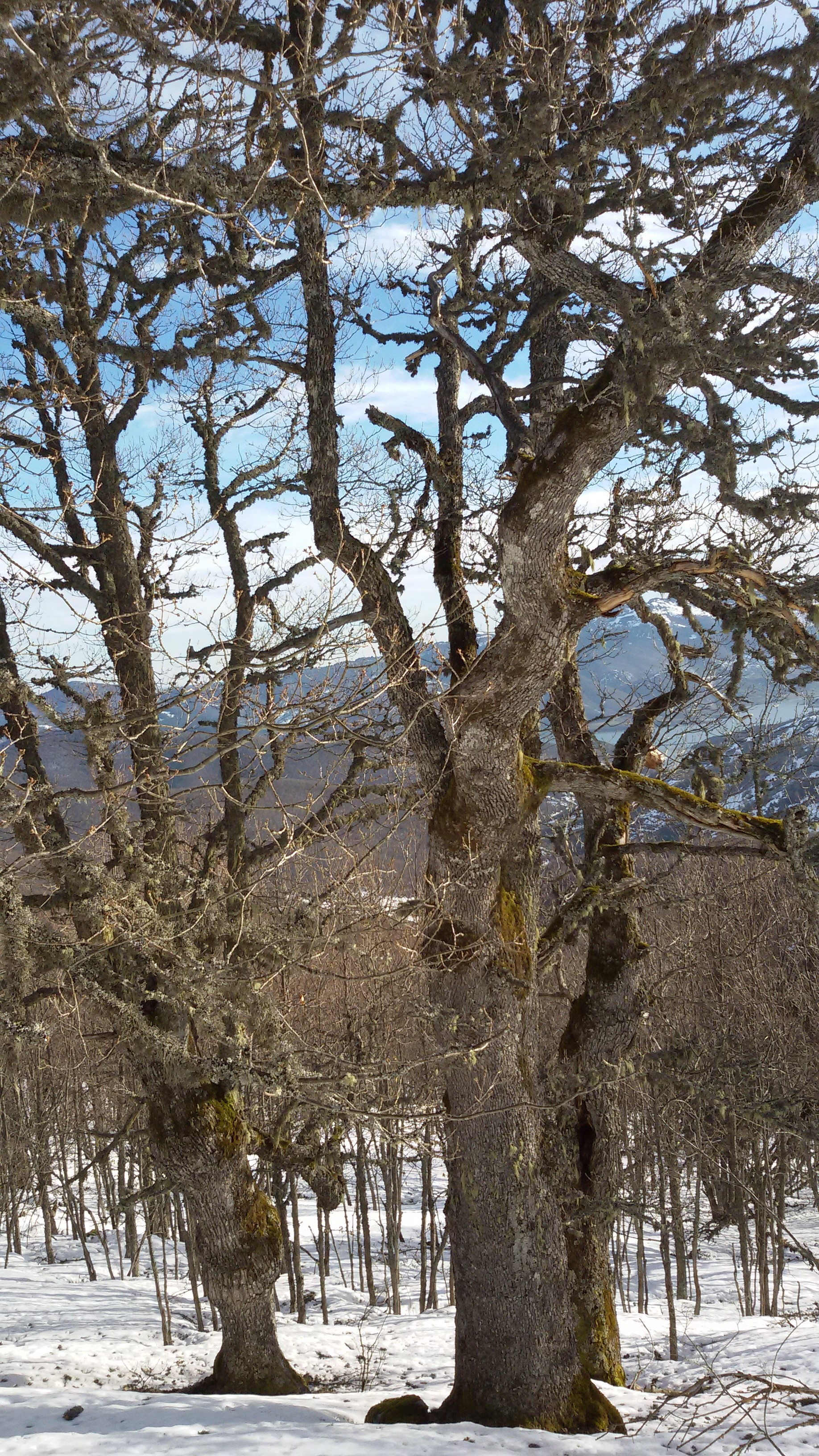
Ejemplares centenarios de roble albar en la ladera sur de la sierra de Hormas

Hasta los años 1990 se encuentra dentro de la Reserva Nacional de Caza de Riaño. Posteriormente, pasó a integrarse en el denominado Parque Regional de los Picos de Europa, y desde 2016, Parque Regional de la Montaña de Riaño y Manpodre. Se trata de la única reserva cantábrica poblada por seis especies cinegéticas de caza mayor: Ciervo, Corzo, Rebeco, Cabra Montés, Jabalí y Lobo.
El corzo se cazaba antiguamente en ganchos y batidas en toda época, sin importar el sexo. A partir de 1970 se comenzó a cazar a rececho con buenos resultados, que han ido mejorando con los años.
El ciervo (venado) es una especie introducida en el siglo XVIII en la reserva con gran éxito. Se caza al rececho desde 1970.
La cabra montés (Capra pyrenaica victoriae) se introdujo en la reserva en los años 1990, también con gran éxito.
El rebeco, cazado tradicionalmente en batidas, se caza a rececho desde 1970.
El jabalí es muy abundante en Riaño y se caza en batidas organizadas por cuadrillas de cazadores.
El lobo ibérico ancestral habitante de estas montañas, aún se sigue cazando.
El lobo y el oso pardo, que habitan esta zona desde hace milenios, también fueron cazados legalmente hasta finales de la década de 1960. Actualmente, son los mejores exponentes de la gran calidad que atesoran los montes de la Montaña de Riaño pero también cada vez más amenazados por la caza y la pérdida de su hábitat. Debido a su atracción para un público naturalista cada vez más amplio, son foco de una nueva actividad más sostenible en auge consistente en su observación en el medio natural donde viven.
La reserva de Riaño está formada por terrenos pertenecientes a los términos municipales de Acebedo, Boca de Huérgano, Burón, Oseja de Sajambre, Posada de Valdeón y Riaño.
La reserva está atravesada de suroeste a noroeste por la carretera N-621, que desde la localidad de León se dirige, a través de Riaño, hacia Cantabria por el puerto de San Glorio. De esta vía, a la altura del núcleo del nuevo Riaño, sale la N-625, que se dirige hacia el noroeste a la localidad asturiana de Cangas de Onís. Además de las dos carreteras citadas, existen tres comarcales: la CL-635, que entra en la reserva desde Asturias por el puerto de Tarna; la LE-215 que, desde Boca de Huérgano, se dirige a la localidad palentina de Guardo por el puerto de Picones; y la LE-234, que comunica con el valle del Cea a través del puerto del Pando.

## Historia

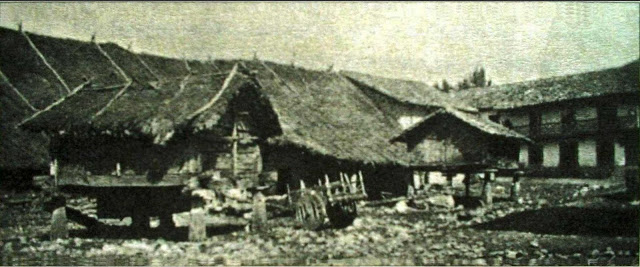
Plaza del Mercado en 1897
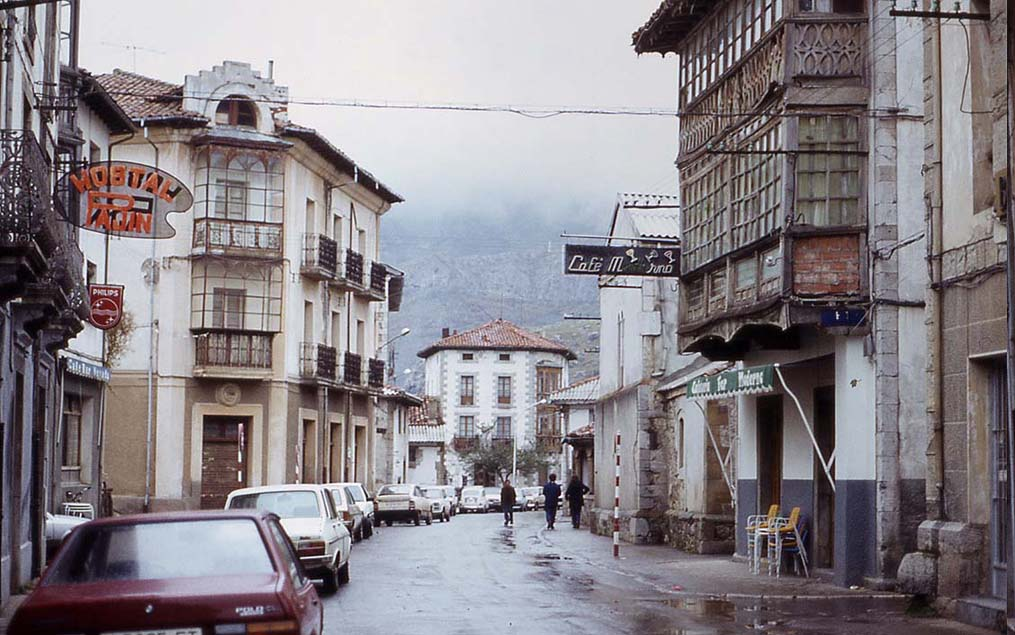
La calle central del pueblo en noviembre de 1984
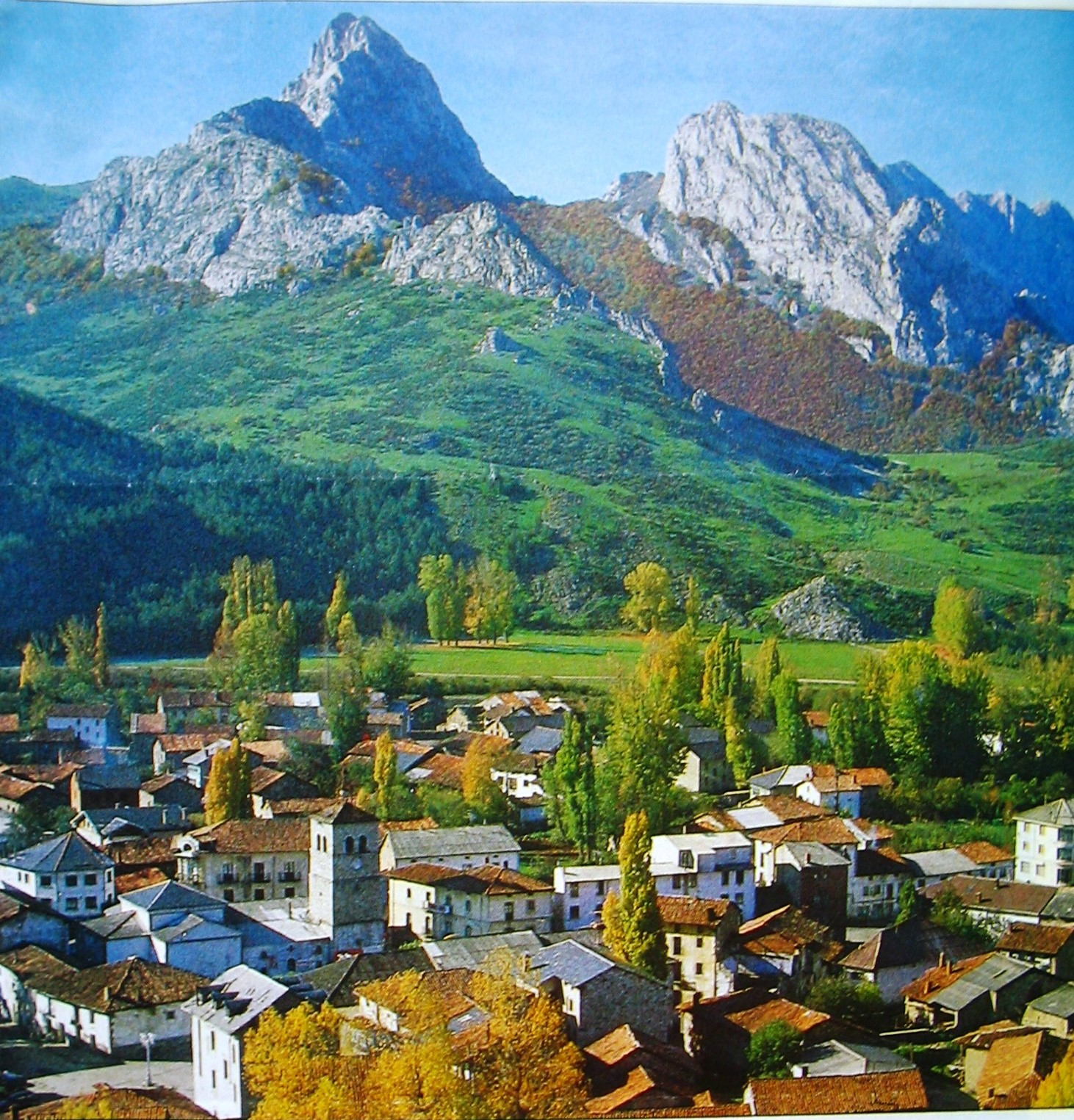
Riaño en 1986
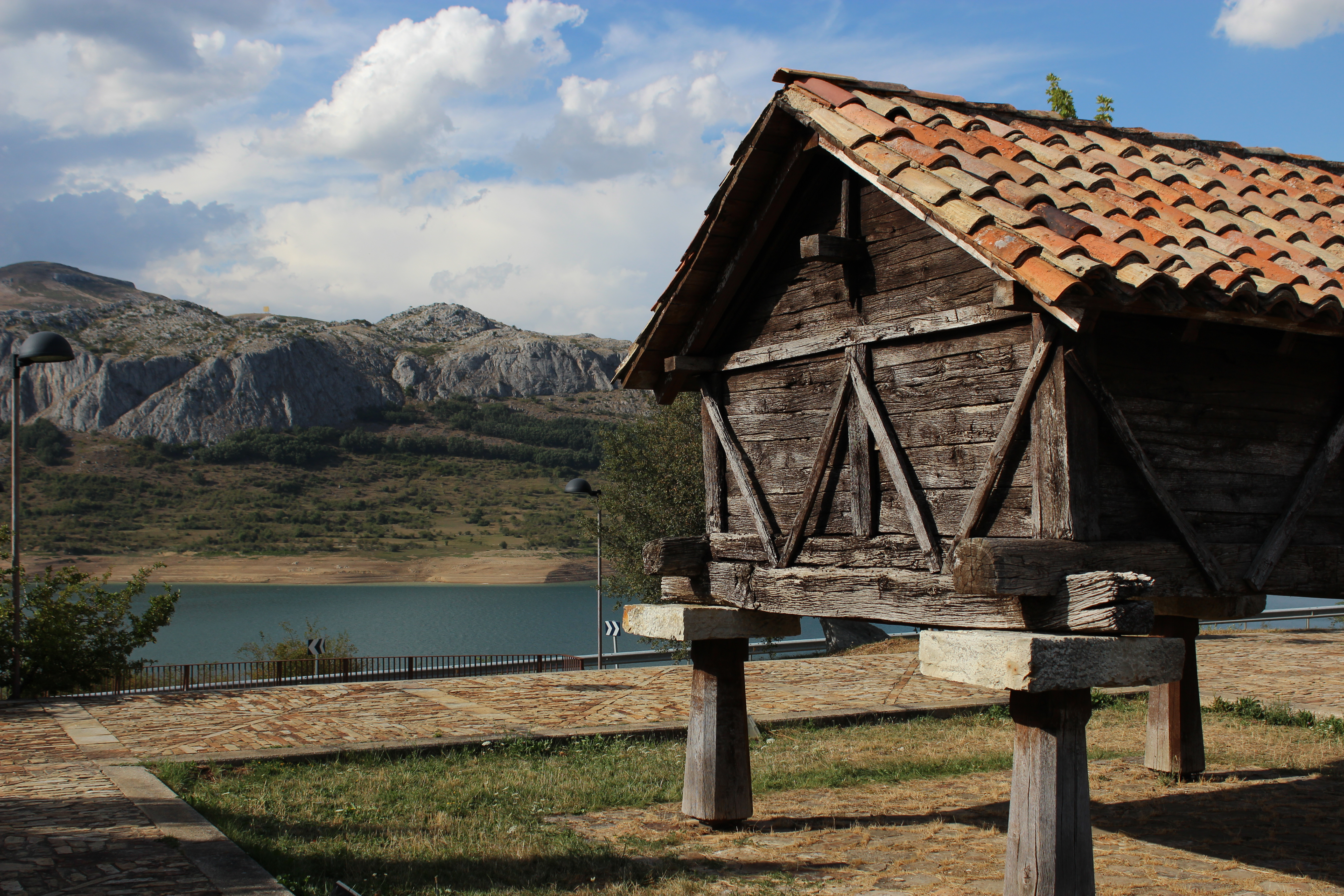
Hórreo de Salio, trasladado al nuevo Riaño

### SigloXX
La historia reciente de Riaño y toda su comarca está marcada por la traumática construcción del embalse que lleva su nombre, para lo cual, se destruyó y posteriormente, se anegó, el pueblo original, el hoy antiguo o viejo Riaño, entre los años de 1986-1987. Junto con él, ocho antiguos pueblos más del valle fueron también demolidos y cubiertos después sus escombros por las aguas: Anciles, Salio, Huelde, Éscaro, La Puerta, Burón, Pedrosa del Rey, y Vegacerneja parcialmente. Todos ellos fueron demolidos a excepción de cinco de sus edificios monumentales, que fueron trasladados al Nuevo Riaño (ermita de Quintanilla e Iglesias de Pedrosa del Rey y la Puerta) y al nuevo emplazamiento de la localidad de Burón (Escuelas e Iglesia) por encima de la cota del agua embalsada.
Tras varios intentos de construir un embalse a lo largo del siglo XX, en 1963, durante la dictadura de Francisco Franco, se aprobó el proyecto con la construcción del muro del embalse en 1965 y la expropiación forzosa de los bienes de sus habitantes entre 1965 y 1978. Y finalmente, el valle y valles de Riaño, en el que confluyen los ríos Esla, Yuso y Orza, fue sepultado por las aguas en 1988, bajo el gobierno de Felipe González y siendo ministro de Obras Públicas y Urbanismo por aquel entonces Javier Sáenz de Cosculluela.
El proceso de construcción del pantano dio lugar a numerosas movilizaciones populares; enfrentamientos con las fuerzas del orden; e incluso suicidios, ante el desalojo forzoso de cada una de las casas para su posterior derribo por parte de la maquinaria del Estado. Fue llevada a cabo para la demolición de las casas por parte del gobierno, la ocupación militar y el sitio de los pueblos de la comarca durante varios meses, realizándose así, el desalojo por la fuerza de los vecinos que se negaban a abandonarlas. Los acontecimientos traspasaron fronteras en los medios de comunicación de todo el mundo y el exministro Cosculluela afirmaba en ellos que "en ese lugar no se echó a nadie" puesto que las viviendas ya estaban expropiadas. De modo paralelo, el Nuevo Riaño como tal, comenzaba entonces a edificarse en el paraje de Valcayo. Las compensaciones tan anunciadas durante esas fechas en forma de nuevas tierras de regadíos para Tierra de Campos en la provincia de León y que fueron la causa de la construcción de pantano de Riaño (84 000 ha), no han sido cumplidas.
El cierre de la presa de Riaño se produjo el 31 de diciembre de 1987; cuando era conocida la circunstancia legal, de que a partir del 1 de enero de 1988 entraba en vigor la nueva directiva europea que prohibía la construcción de embalses como el de Riaño por motivos medioambientales; directiva relacionada con la protección de valles y pueblos de alta montaña en los territorios de la Comunidad Europea. De hecho, si el embalse no hubiera estado listo a las 00:00 horas del 1 de enero de 1988, el Gobierno hubiera estado obligado por decreto europeo a reconstruir todas las casas y pueblos derribados, a restaurar el entorno a su estado anterior, a anular las expropiaciones con efecto retroactivo y a desistir definitivamente de la construcción de la presa.

## Demografía
Cuenta con una población de 474 habitantes (INE 2024). Pertenecen también al municipio los pueblos de Horcadas y Carande.
| Gráfica de evolución demográfica de Riaño entre 1842 y 2021 |
| |
| Población de derecho según los censos de población del INE. Población de hecho según los censos de población del INE. En 1857 disminuye el término del municipio porque independiza a Pedrosa del Rey. |

## Economía
Históricamente, con la construcción de las carreteras a mediados del siglo XIX, la emergente economía de Riaño estaba basaba en la función que ejercía como centro de servicios de toda la denominada Montaña de Riaño (Partido Judicial de Riaño) y en la excelente calidad de su cabaña ganadera y de todos sus derivados. Además de un turismo creciente y de calidad por sus montañas y ríos manifestado en su Parador.
Era conocida a principios de los años 1960 como la Suiza española. Destaca por las finas y abundantes truchas de sus ríos, cuyos cotos eran apreciados internacionalmente. Desde la construcción del embalse que provocó su erradicación física, estos recursos y su estilo de vida han desaparecido casi radicalmente, disminuyendo de manera paulatina con el resto de la comarca, que hoy languidece víctima de la despoblación.
En la actualidad, es predominante el sector servicios, dedicado fundamentalmente al turismo, que acude a la localidad para disfrutar de las zonas de montaña y los espacios naturales.

## Patrimonio histórico-artístico

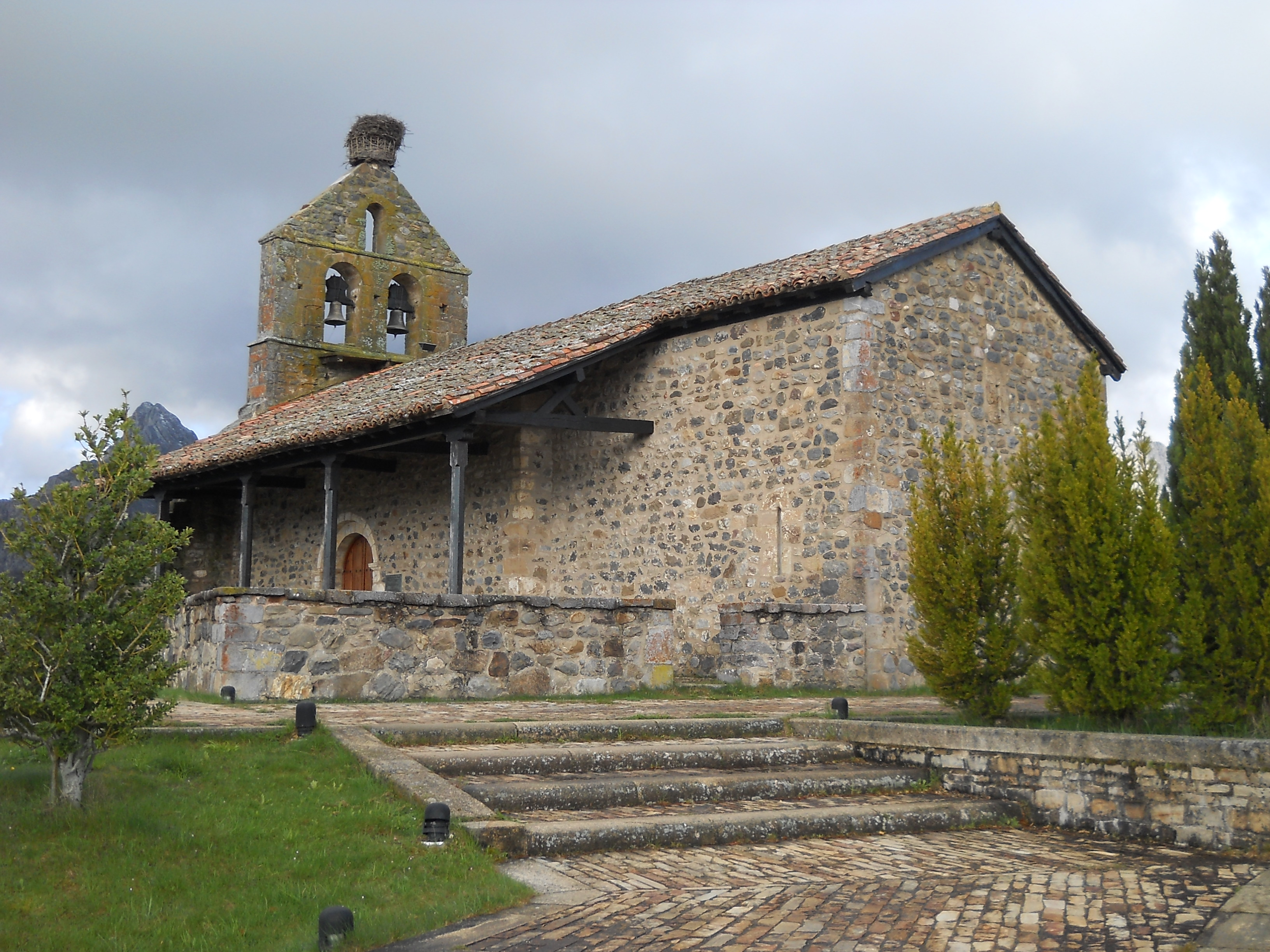
Iglesia de Nuestra Señora del Rosario (desde el hasta finales del estuvo en el desaparecido pueblo de La Puerta)

Iglesia de San Martín de Pedrosa del Rey, trasladada desde Pedrosa del Rey para que no desapareciese bajo las aguas. Posee una portada románica, réplica de la que tuvo. La original fue devuelta en 1991 a Siero de la Reina de donde procedía. Actualmente está consagrada a Santa Águeda, y cumple la función de parroquia.
La iglesia de Nuestra Señora del Rosario, traída del anegado pueblo de La Puerta, se encuentra a la entrada del pueblo viniendo por la carretera de León. Es una iglesia del siglo XIII, que en su interior alberga unas pinturas románicas, góticas y barrocas cuyo estilo se considera endémico de la montaña leonesa.
También se salvaron dos de los aproximadamente ochenta hórreos de tipo asturleonés que hubo en la zona.
El Museo Etnográfico Comarcal de Riaño atesora un interesante y valioso conjunto de materiales arqueológicos del periodo vadiniense (siglos III y IV) y de época medieval. Destacan varias lápidas vadinienses entre las que se encuentra la Lápida vadiniense de Vado Nebira y una pequeña e interesante colección de estelas funerarias medievales todas procedentes de la comarca.
Parte del patrimonio etnográfico de la zona se conserva en el Museo Etnográfico Comarcal. Destaca una recreación a tamaño real de la casa arcaica típica de la zona, la Casa de Humo, con techumbre a dos aguas y cubierta de paja de centeno con su horcón en el centro de la fachada sujetando el cumbre. Una fragua con su herrero; un madreñero y un hojalatero en sus quehaceres, y un aula de las antiguas escuelas con su mobiliario, profesor y alumnos.